# Ben Abarbanel-Wolff
Ben Abarbanel-Wolff (24 de setembro de 1974 em New Haven, Connecticut) é um saxofonista americano de jazz criativo que também compôs a música do filme de estrada Drum Bun - Gute Reise (2004).
Abarbanel-Wolff cresceu em Washington, DC e estudou performance de jazz na Universidade de Michigan, na New School e na Bennington College (Master), u.   a. Com Reggie Workman, Roscoe Mitchell, Charles Gayle, Matthew Shipp, Roswell Rudd, Rob Brown, Charlie Persip e Milford Graves
Em 2001, Abarbanel-Wolff mudou-se para Berlim, onde atua no cenário do jazz, mas também toca funk e música africana . O quinteto Kayla interpreta suas composições, baseadas em ritmos africanos. Ele toca regularmente com Ulrich Gumpert, toca com Karl Hector e os Malcouns, a Orquestra da Alma do Báltico e os Poetas do Ritmo . Ele também é membro fundador do guitarrista ganês Ebo Taylor e diretor musical da Afrobeat Academy e saxofonista de Xavier Naidoo ( telegrama para X, tudo pode melhorar ). Ele também pode ser ouvido em álbuns com Jimi Tenor, Sirone, Maurice de Martin, Maria Răducanu, Umberto Echo e Mircea Tiberian . Como músico de teatro, ele trabalhou na produção Othello de Thomas Ostermeier no Schaubühne .

## Informação discográfica
- Caciula Trio 7 Músicas do Wagendorf dos Sonhos (com Jan Roder, Maurice de Martin; Konnex Records 2003)
- Kayla Quintet End Times (com Gerhard Gschlößl, Antonis Anissegos, Jan Roder, Oliver Steidle, 2009)

## web links
- site
- Abarbanel-Wolff Ben Abarbanel-Wolff (em inglês) no Discogs
- Ben Abarbanel-Wolff (em inglês) no AllMusic